# Leodamus onustus
Leodamus onustus är en stekelart som beskrevs av Masi 1917. Leodamus onustus ingår i släktet Leodamus och familjen puppglanssteklar.
Artens utbredningsområde är Seychellerna. Inga underarter finns listade i Catalogue of Life.